# Arquinefros
O arquinefro é um rim primitivo que foi retido pelas larvas do peixe-bruxa e alguns cecilianos. Também ocorre em embriões de animais superiores como o tipo mais simples de órgão excretor. O arquinefros não é funcional em humanos e outros mamíferos.
Os três tipos de rins de vertebrados maduros se desenvolvem a partir dos arquinefros: os pronefros da seção anterior, os mesonefros da seção mediana e os metanefros da seção posterior.